# Illustre (1781)
Lo Illustre fu un vascello di linea francese da 74 cannoni che prestò servizio nella marina francese dal 1759 al settembre 1789. Ha preso parte alla guerra d'indipendenza americana e alle guerre rivoluzionarie francesi. Trasformata in fregata da 44 cannoni, rimase danneggiata irreparabilmente durante la spedizione francese in Irlanda, fu affondata il 30 dicembre 1796.

## Storia
La costruzione del vascello da 74 cannoni Illustre, appartenente alla classe Magnanime, avvenne presso l'arsenale di Rochefort su progetto di Jacques Denis Chevillard le Cadet (1738-1804). La nave venne impostata nell'agosto 1779, varata il 23 febbraio 1781, ed entrò in servizio nel marzo dello stesso anno. 
L'11 dicembre 1781, Charles Joseph Patissier de Bussy-Castelnau salpò da Cadice al comando di una squadra navale comprendente i vascelli Saint Michel  e Illustre da 64 cannoni, al comando di Paul-Jacques de Bruyères-Chalabre, scortando tre navi da trasporto, per unirsi a Tenerife con un'altra squadra al comando di Luc Urbain du Bouëxic de Guichen. Il giorno successivo le navi francesi incontrarono uno squadra britannica al comando di Richard Kempenfelt. Nella successiva seconda battaglia di Ouessant, la maggior parte dei trasporti francesi furono catturati dagli inglesi, ad eccezione del Marquis de Castries e del Neptune-Royal, che raggiunsero Sainte-Croix trasportando artiglieria d'assedio e una compagnia di artiglieria.
Bussy salpò verso l'Oceano Indiano, arrivando alla baia della Tavola all'inizio di aprile. Sbarcò le sue truppe per rinforzare la Colonia del Capo olandese contro un possibile attacco britannico, e il 2 maggio 1782 salpò per'Île de France, dove Saint Michel e Illustre arrivarono il 31, i trasporti seguirono pochi giorni dopo. Informato che Jean Baptiste Barthélémy Thomas d'Estienne aveva lasciato l'isola il 7 dicembre 1781 con la sua squadra per attaccare Trincomalee, Bussy decise di aggregare alla sua squadra la fregata Consolante da 40 cannoni, nonché 800 uomini della guarnigione che si imbarcarono sui 9 trasporti e salpò per raggiungerlo. 
Il 21 agosto 1782 Ilustre e Saint-Michel arrivarono a Batacalo, unendosi alla squadra navale al comando di Pierre André de Suffren de Saint Tropez. Scortavano 8 trasporti ed erano preceduti dalla corvetta Fortune, al comando di Lusignan.
Nella notte del 12 gennaio 1783, inseguendo la fregata Fine che aveva scambiato per un corsaro, la fregata inglese Coventry entrò nell'approdo di Ganjam, dove erano all'ancora le navi di linea Héros, Illustre, Ajax e Brillant di Suffren. Il capitano Wolseley, della Coventry, non aveva informazioni sulla presenza di navi francesi nella zona e così lasciò che la corrente lo portasse verso le navi, essendo il vento debole. All'arrivo della Coventry, Suffren, a bordo dello Héros, stava inviando una barca allo Illustre, ma il capitano della barca era ubriaco e invece salì per errore a bordo del Coventry. L'equipaggio della barca fu prontamente fatto prigioniero e portato sottocoperta per essere interrogato. In questo momento, la |divisione francese notò la Coventry e Illustre, Ajax e  Brillant aprirono il fuoco. Interrogando i suoi prigionieri, Wolseley apprese che le navi che gli sparavano facevano parte dello squadra di Suffren, e a quel punto i suoi uomini si precipitarono di sotto. Solo sul suo cassero, Wolseley non ebbe altra scelta che arrendersi.
Nel 1788 lo Illustre, al comando del capitano di vascello Henri Jean Baptiste de Pontevès-Gien, era la nave ammiraglia di una squadra al comando di Claude Arnould Poute de Nieuil, in crociera al largo di Tunisi.
Il vascello Illustre rimase a Brest tra il 1788 e il 1791. Fu trasformata in una fregata da 44 cannoni nel 1793.
Nel febbraio 1794 fu ribattezzata Mucius Scévola e Scévola il mese successivo.
Prese parte alla spedizione francese in Irlanda, e il 30 dicembre 1796 naufragò durante una tempesta e fu così gravemente danneggiata che fu affondata. L'equipaggio è stato evacuato da Révolution.

### Fonti
1. 1 2 3 4 5 6  Roche 2005, p. 250.
2. 1 2 3  Three Decks.
3. ↑  Three Decks.
4. ↑  Cunat 1852, p. 184.
5. 1 2  Cunat 1852, p. 185.
6. ↑  Cunat 1852, p. 186.
7. ↑  Cunat 1852, p. 187.
8. ↑  Cunat 1852, p. 205.
9. 1 2  Lacour-Gayet 1910, p. 539.
10. 1 2  Hepper 1994, p. 71.
11. ↑  Lacour-Gayet 1910, p. 590.